# Leao Butrón
Leao Butrón Gotuzzo (Lima, 6 de março de 1977) é um ex-futebolista peruano que atuava como goleiro.

## Carreira
Butron fez parte do elenco da Seleção Peruana de Futebol da Copa América de 1997, 1999, 2004, 2007 e 2011.

## Títulos

### Sporting Cristal
- Campeonato Peruano: 1996

### Alianza Lima
- Campeonato Peruano: 2003 e 2004

### Universidad San Martín
- Campeonato Peruano: 2007, 2008 e 2010, 2016

## Premiações

### Alianza Lima
- Arqueiro do ano no Peru: 2005